# ティブルティーナ門
ティブルティーナ門（ティブルティーナもん、ラテン語: Porta Tiburtina）は、イタリア ローマの古代ローマ時代の城壁であるアウレリアヌス城壁に設けられた城門である。この門を、ローマとアドリア海に面したアテルナム（現 ペスカーラ）を結ぶティブルティーナ街道が通過していた。
この場所では、既存の水道橋（マルキア水道、ユリア水道及びテプラ水道）の構造物を利用する形で城壁が構築されたため、通路は水道橋のアーチ開口部分がそのまま使われていた。5世紀のホノリウス帝の治世下で外側にせり出す形で新たな壁が造られ、既存の壁との間に囲まれた空間に光を取り入れるため、この新たに造られた壁には5つの窓が設けられている。
中世以降、近隣にあるサン・ロレンツォ・フオーリ・レ・ムーラ大聖堂にちなんでサン・ロレンツォ門と呼ばれるようになった。

## 碑文
最上段のユリア水道の導水渠外面に彫られた碑文
（紀元前5年のアウグストゥス帝による改修時に書き込まれた）
IMP(erator) CAESAR DIVI IULI F(ilius) AUGUSTUS PONTIFEX MAXIMUS CO(n)S(ul) XII TRIBUNIC(ia) POTESTAT(e) XIX IMP(erator) XIIII RIVOS AQUARUM OMNIUM REFECIT
中段のテプラ水道の導水渠外面に彫られた碑文
（212年のカラカラ帝による改修時に書き込まれた）
IMP(erator) CAES(ar) M(arcus) AURELLIUS ANTONINUS PIUS FELIX AUG(ustus) PARTH(icus) MAXIM(us) BRIT(annicus) MAXIMUS PONTIFEX MAXIMUS AQUAM MARCIAM VARIIS KASIBUS IMPEDITAM (,) PURGATO FONTE EXCISIS ET PERFORATIS MONTIBUS RESTITUTA FORMA ADQUISITO ETIAM FONTE NOVO ANTONINIANO IN SACRAM URBEM SUAM PERDUCENDAM CURAVIT
下段のマルキア水道の導水渠外面に彫られた碑文
（79年のティトゥス帝によるマルキア水道の補修時に書き込まれた）
IMP(erator) TITUS CAESAR DIVI F(ilius) VESPASIANUS AUG(ustus) PONTIF(ex) MAX(imus) TRIBUNICIAE POTESTAT(is) IX IMPerator) XV CENS(or) CO(n)S(ul) VII DESIG(natus) IIX P(ater) P(atriae) RIVOM AQUAE MARCIAE VETUSTATE DILAPSUM REFECIT ET AQUAM QUAE IN USU ESSE DESIERAT REDUXIT